# Kamera
 For alternative betydninger, se Cam.
Et kamera (lat. camera, "rum") er et apparat, der benyttes til at affotografere et motiv. Betegnelsen dækker både over kameraer til enkeltbilleder (fotografiapparat) og levende billeder (filmkamera eller videokamera). Ved hjælp af en række linser, kaldet et objektiv, og evt. spejle og prismer ledes lyset ind i kameraet, hvor det belyser et lysfølsomt medium. Dette medie kan enten være en lysfølsom celluloidfilm, en lysfølsom digital billedsensor eller andet.

## Historie
Kameraets forgænger var det såkaldte camera obscura, som blev udviklet til at projicere et motiv på en flade, hvorfra man så kunne aftegne det. Disse indretninger kunne have størrelser fra små kasser til hele rum, man trådte ind i.
Udviklingen af kameraet tog afsæt i camera obscura-apparatet, og de første modeller var kasser af træ med en linse i den ene side og et stykke film i den anden. I begyndelsen af fotografiens udviklingshistorie i første halvdel af 1800-tallet kom der mange nye opfindelser inden for kemien bag optagelse og fremkaldelse, men kameraudviklingen begyndte først at tage fart i slutningen af 1800-tallet, da fotografisk film nu var blevet så praktisk og anvendelig, at alle kunne bruge den. Herefter begyndte forskellige små-kameraer at dukke op i takt med, at fotografering blev mere udbredt hos almindelige mennesker.
Forografering af levende billeder dukkede op i sin tidligste form i 1887, hvor Eadweard Muybridge fotograferede en hest for at afgøre spørgsmålet om hesten på noget tidspunkt har alle ben fri af jorden på sammen tid i galop; det har den, viste det sig. Denne første registrering af bevægelse blev foretaget med en lang række af kameraer, som hver blev udløst, når hesten passerede. Louis Lumière får i 1894 patent på et egentligt kamera til at optage levende billeder. Også denne form for kamera vinder bred popularitet ved udbredelsen af 8 og 16 mm filmformaterne til hobbybrug.
Ved fremkomsten af TV i begyndelsen af 1900-tallet opstår TV-kameraet, som i sin grundopbygning er magen til filmkameraet, men hvor filmen er erstattet af et ikonoskop-rør, et slags "billedrør", som optager billeder i stedet for at vise dem. De tidlige TV-kameraer krævede meget lys og var derfor forsynet med store objektiver sammenlignet med andre samtidige kameraer.
Teknikken inden for både film og video udvikles igennem 1900-tallet. Der bliver opfundet automatisk fokusering, automatisk eksponeringskontrol og automatisk filmfremføring, og i det hele taget bliver kameraer mere avancerede og præsterer bedre billedkvalitet. I begyndelsen af 1990'erne begynder en stor teknisk omvæltning med udviklingen af den digitale billedsensor, som efterhånden har fortrængt film og videorør i næsten alle kameratyper.

## Opbygning
Et kamera består i sin grundkonstruktion af et lukket kammer, hvor der er placeret en lysfølsom enhed, som f.eks. en film, som kan optage billedet. Foran er normalt monteret et objektiv, som kan indsamle og fokusere lyset, men der findes dog undtagelser som f.eks. hulkameraet, som ikke har noget egentligt objektiv.
Objektivet giver mulighed for at fokusere på et motiv på en bestemt afstand og ved at ændre brændvidden, kan man også variere det udsnit, man får med.
Mellem objektivet og filmen sidder en lukker, som kan lukke for lysindfaldet og dermed styre eksponeringen. Nogle kamerasystemer placerer lukkeren (en såkaldt centrallukker) inde i objektivet.
De fleste kameraer er desuden forsynet med en form for søger, så man kan inspicere det udsnit af motivet, man får med på optagelsen. Nye digitale kameraer har dog ofte ikke nogen egentlig søger, idet man i stedet løbende viser billedudsnittet på en lille skærm bagpå kameraet.

## Kameratyper til fotografi
Fotoapparater er blevet udviklet i talrige varianter med forskellige formål for øje.

### Miniaturekameraet
Siden begyndelsen har der hele tiden været tiltag til at gøre kameraerne mindre og dermed mere praktiske at transportere med sig. Allerede i begyndelsen af 1900-tallet fandtes der kameraer på størrelse med lommeure og fremkomsten af det lille 110-filmformat i 1972 gav sig udslag i mange små kameramodeller.
Miniaturekameraer er kendetegnet ved at være små, lette og simple, men de leverer til gengæld ikke specielt høj billedkvalitet. I dag er mange mobiltelefoner forsynet med et digitalkamera, og det kan ses som den nutidige arvtager.

### Kompaktkameraet
Dette har i mange år været en stor gruppe af kameraer. Det gamle kvadratiske 126-filmformat var en overgang grundformatet for denne kameratype, men det blev overhalet af 135-formatet og senere af digitalkameraet. Kompaktkameraet har nu ofte alle den automatik og de funktioner de fleste har brug for ved dagligdags fotografering. Det har en praktisk størrelse, og den tekniske udvikling gør, at billedkvaliteten bliver stadig bedre.

### Målsøgerkameraet
Denne betegnelse hæfter man normalt på kameraer i mellemstørrelsen (mellem kompaktkameraet og spejlreflekskameraet), som har en separat søger. De har traditionelt taget 135-film, og de har i visse sammenhænge været systemkameraer, hvor man kan udskifte objektivet og montere forskellige typer tilbehør. De har på den måde kombineret en relativt kompakt størrelse med fleksibilitet i tilbehørsudvalget og adgang til et stort filmudvalg, og kameratypen har derfor ofte været brugt af f.eks. pressefotografer og andre professionelle, som rejser med sit udstyr. Det professionelle målsøgerkamera med udskiftelige optikker er en kameratype, som endnu ikke tilbydes i ret mange digitale varianter.

### Systemkameaer
Systemkameraer med spejl; Spejlreflekskameraer (forkortet DSLR; Digital Single Lens Reflex) og spejlløse systemkameraer også kaldet mirrorless (forkortet DSL; Digital Single Lens) har ikke ret meget der fundamentalt skiller de to undertyper ad ud over R'et i forkortelsen.

#### Spejlløse Systemkameraer
Når man kigger ind i søgeren på et spejlløst systemkamera er lyset rejst ind igennem linserne i objektivet, har ramt sensoren der har sendt informationen op til en lille skærm i søgeren der så, igennem flere linser, viser hvad kameraet ser LIVE. I denne type Kamera ser du subjektet præcis som det kommer til at se ud på billedet, hvorfor at billedet nemmere bliver korrekt eksponeret.
Spejlløsekameraer optager billeder ved at lyset fra subjektet rejser ind igennem linserne i objektiver og registreres på sensoren bagerst i kameraet, alt efter om kameraet er indstillet til lydløs fotografering eller ej høres der et lille klik når billedet tages men billedet i søgeren bliver ikke afbrudt som i Spejlreflekskameraer.

#### Spejlreflekskameraer

##### Digital
Når man kigger ind i søgeren på et spejlreflekskamera er lyset rejst ind igennem linserne i objektivet, har ramt spejlet det sender det igennem en serie prismer og linser ud til dit øje. I denne type kamera ser du subjektet præcis som det ser ud i det sekund, ikke selve det billede du er ved at tage, hvorfor at billeder nemmere kan blive overeksponeret eller undereksponeret end ved andre typer af kamera
Spejlreflekskameraer optager billeder ved at lyset fra subjektet rejser ind igennem linserne i objektiver og registreres på sensoren bagerst i kameraet.
For at dette kan lade sig gøre sker der følgende når fotografen trykker på udløseren, spejlet slår op, lukkeren åbner og lukker lukkergardinet før at spejlet slår tilbage på plads og man igen kan se subjektet i søgeren.

#### Med film
Spejlreflekskameraet er kendetegnet ved, at søgeren virker igennem objektivet, så man altid ser motivet fra samme position, som det bliver optaget. Størstedelen af disse kameraer har været brugt med 135-film, men der findes også modeller til større filmformater. De er ofte systemkameraer, og en af de store fordele ved denne kameratype er den store fleksibilitet og udstyrsmængde, der har passet til. De avancerede kamerasystemer havde f.eks. udskiftelige bagstykker, søgere, matskiver, filmfremføringsmekanisker og objektiver. Ulempen er, at kameraet bliver større, da der skal være plads til spejl og søgerprisme, som ikke er nødvendige på målsøgerkameraer. Spejlreflekskameraet har nu vundet en vis indpas som digital type efter, at prisen på de større digitale sensorer er faldet.

### Atelierkameraet
Et atelierkamera har traditionelt brugt storformatfilm, som kan have mange forskellige størrelser, men to hyppige formater er 9×12 cm eller 4×5 tommer. I de størrelser er det ikke praktisk muligt at erstatte det med en egentlig digital sensor. I stedet kan man få digitale scannerbagstykker, som digitaliserer billedet ved at føre en linjescanner ned over billedplanet efter samme princip som en skanner til papir, men det princip giver kun mening ved stillestående motiver. Digitaliseringen inden for moderne fotografi har af den grund medført et voksende udbud af atelierkameraer tilpasset til mellemformat, som f.eks. 6×6 cm, hvortil der kan fås sensorbagstykker.
Kameratypen er især til teknisk brug og anvendes stativmonteret og i de fleste tilfælde indendørs. Det er opbygget med to rammer monteret overfor hinanden, hvor den ene holder objektivet, og den anden holder filmen. Imellem de to rammer sidder en lystæt bælg, som derved danner filmkammeret. De to rammer kan drejes, flyttes og forskydes i forhold til hinanden, og på den måde kan man foretage mange forskellige perspektivændringer og dreje skarphedsplanet. Disse kameraer kræver en del erfaring men den fotografiske fleksibilitet er uovertruffen.

### Færdigbilledkameraet
Polaroidkameraet blev patenteret i 1947, og havde den revolutionerende egenskab at kunne fremstille et fremkaldt papirfotografi på få sekunder. Kameratypen er nærmest synonym med Polaroid-firmaet, selvom Kodak også markedsførte tilsvarede kameraer en overgang. Det havde en del anvendelser, ikke mindst inden for teknisk brug samt som redskab til at gøre forstudier før man fotograferede med film. Der blev markedsført mange forskellige færdigbilledkameraer, og der fandtes også bagstykker til storformatkameraer, så man kunne fremstille hurtige kontrolbilleder. Polariod gik konkurs i 2001, da de digitale kameraer havde overtaget store dele af markedet, men konceptet forsøges videreført af en gruppe investorer, mens Polaroid fortsætter en omstrukturering til nye markeder.